# Land der Berge, Land am Strome
Skladba Land der Berge, Land am Strome (nemško Dežela gora, dežela ob reki) je od 22. oktobra 1946 državna himna Republike Avstrije. 19 dni pred svojo smrtjo je Wolfgang Amadeus Mozart dokončal svoje zadnje delo Freimaurerkantate KV 623. V nekaterih delih tiskane izdaje te kantate se je pozneje pojavila še znana Verižna pesem (Kettenlied KV 623a), k melodiji katere je Paula von Preradović, Avstrijka hrvaškega rodu, napisala besedilo pesmi. Po zadnjih trditvah vodilnih dunajskih muzikologov naj avtor melodije pravzaprav ne bi bil Mozart, temveč Johann Holzer.

## Besedilo od 1. januarja 2012 naprej
(1) Land der Berge, Land am Strome,

Land der Äcker, Land der Dome,

Land der Hämmer, zukunftsreich!

Heimat großer Töchter und Söhne,

Volk, begnadet für das Schöne,

vielgerühmtes Österreich.

Vielgerühmtes Österreich.

(2) Heiß umfehdet, wild umstritten,

Liegst dem Erdteil du inmitten

Einem starken Herzen gleich.

Hast seit frühen Ahnentagen

Hoher Sendung Last getragen,

vielgeprüftes Österreich.

Vielgeprüftes Österreich.

(3) Mutig in die neuen Zeiten,

Frei und gläubig sieh uns schreiten,

Arbeitsfroh und hoffnungsreich.

Einig laß in Jubelchören,

Vaterland, dir Treue schwören,

vielgeliebtes Österreich.

Vielgeliebtes Österreich.

## Besedilo do konca leta 2011
Land der Berge, Land am Strome,

Land der Äcker, Land der Dome,

Land der Hämmer zukunftsreich!

Heimat bist du großer Söhne,

Volk begnadet für das Schöne,

Vielgerühmtes Österreich,

Vielgerühmtes Österreich!

Heiß umfehdet, wild umstritten,

Liegst dem Erdteil du inmitten

Einem starken Herzen gleich.

Hast seit frühen Ahnentagen

Hoher Sendung Last getragen,

Vielgeprüftes Österreich,

Vielgeprüftes Österreich.

Mutig in die neuen Zeiten,

Frei und gläubig sieh uns schreiten,

Arbeitsfroh und hoffnungsreich.

Einig laß in Bruderchören,

Vaterland, dir Treue schwören.

Vielgeliebtes Österreich,

Vielgeliebtes Österreich.

## Slovenski prevod

### Uradni prevod tretje kitice, ki ga pojejo na Koroškem
Hrabro v novi čas stopimo,

prosto, verno, glej, hodimo;

upa polni, delavni.

Bratski zbor prisega hkrati,

domovini zvestobo dati.

Ljubljena nam Avstrija,

ljubljena nam Avstrija.

### Neuraden prevod prve in druge kitice
Dežela gora, dežela ob reki,

dežela njiv, dežela stolnic,

dežela kladiv obetavna!

Domovina si velikih sinov,

ljudstvo nadarjeno za lepoto,

hvaljena nam Avstrija,

hvaljena nam Avstrija!
Vroče sporna, močno sprta,

ti ležiš sredi celine

tako si kot močno srce.

Že od davnih dni nosila

breme vel'kega poslanstva,

si potrpela Avstrija,

si potrpela Avstrija.